# صموئيل مانتشون
صموئيل مانتشون (بالإسبانية: Samuel González Martínez)‏ هو لاعب كرة قدم إسباني في مركز الوسط، ولد في 17 فبراير 1997 في ألمندراليخو في إسبانيا. لعب مع إكستريمادورا يونيون ديبورتيفا.

## وصلات خارجية
- صموئيل مانتشون على موقع قاعدة بيانات كرة القدم.إي يو (الإنجليزية)
- صموئيل مانتشون على موقع Soccerway.com (الإنجليزية)